# Marina Blanke
Marina M. Blanke (* 1991 in Hamburg) ist eine deutsche Schauspielerin und Moderatorin.

## Leben
Erste Theatererfahrungen sammelte Blanke als Regieassistentin am Schauspiel Hannover. Dort übernahm sie auch Theaterrollen, etwa in Romeo und Julia von Marc Prätsch. Von 2014 bis 2018 studierte sie an der Theaterakademie August Everding in München. Bei Yellow Dubmarine absolvierte sie 2021 eine Ausbildung zur Synchronsprecherin. Während und nach der Ausbildung folgten Theaterengagements an der Theaterakademie, am Residenztheater München, am Theater Münster und am Staatstheater Cottbus.
Ihre erste Kinorolle spielte Blanke in dem am 5. Oktober 2023 veröffentlichten Film Checker Tobi und die Reise zu den fliegenden Flüssen an der Seite von Tobias Krell als dessen Jugendfreundin. Infolge dieser Rolle bewarb sie sich für einen neuen Ableger der Checker-Sendungen auf KiKA. Sie setzte sich unter 300 Bewerberinnen durch und wurde Moderatorin und Namensgeberin der Kinder-Wissenssendung Checkerin Marina, die seit dem 14. Oktober 2023 ausgestrahlt wird.

## Filmografie (Auswahl)

### Film und Fernsehen
- 2019: Barfuss durch Glas (Kurzfilm)
- 2021: Brandenburg (Kurzfilm)
- 2021: Max und Anna (Kurzfilm)
- seit 2023: Checkerin Marina (Fernsehserie)
- 2023: Checker Tobi und die Reise zu den fliegenden Flüssen
- 2023: Sechs auf einen Streich – Die verkaufte Prinzessin (Fernsehfilm)

### Theater
- 2008: Romeo und Julia (Schauspiel Hannover)
- 2016–2019: Die bitteren Tränen der Petra von Kant (Residenztheater München)
- 2017–2018: Die Konsistenz der Wirklichkeit (Theaterakademie August Everding)
- 2017–2019: Gloria (Residenztheater München)
- 2018: Liliom (Theater Regensburg)
- 2018–2019: Ur (Residenztheater München)
- 2020: Der gute Mensch von Sezuan (Theater Münster)
- seit 2022: Solaris (Staatstheater Cottbus)

## Auszeichnungen
- 2017: Preis der Studierenden beim Bundeswettbewerb deutschsprachiger Schauspielstudierender für Die Konsistenz der Wirklichkeit an der Theaterakademie August Everding[5]
- 2018: Günther-Rühle-Preis für Die Konsistenz der Wirklichkeit an der Theaterakademie August Everding[6]